# Мосеєвське сільське поселення
Мосе́євське сільське поселення (рос. Мосеевское сельское поселение) — сільське поселення у складі Тотемського району Вологодської області Росії.
Адміністративний центр — присілок Мосеєво.

## Населення
Населення сільського поселення становить 444 особи (2019; 638 у 2010, 932 у 2002).

## Історія
Станом на 2002 рік існували Заозерська сільська рада (присілки Данилов Починок, Мартиновська, Мелешово, Нікітин Починок), Мосеєвська сільська рада (присілки Бобровиця, Великий Двор, Горка, Дягілево, Зиков Конець, Кожинська, Кондратьєвська, Мосеєво, Філяково, Фоминська, Холкин Конець, Часовне) та Середська сільська рада (присілки Антушева Гора, Великодворська, Вершининська, Гавшино, Жаровський Погост, Концевська, Мелехов Починок, Пелевіха, Петріщева Гора, Середська, Сніжурово, Уваровська, Філінська).
2004 року усі сільради перетворено в Мосеєвське сільське поселення. 2021 року були ліквідовані присілки Великодворська та Мелехов Починок.

## Склад
До складу сільського поселення входять:
| Населений пункт             | Населення, осіб (2002) | Населення, осіб (2010) |
| --------------------------- | ---------------------- | ---------------------- |
| Антушева Гора, присілок     | 9                      | 6                      |
| Бобровиця, присілок         | 14                     | 4                      |
| Великий Двор, присілок      | 13                     | 7                      |
| Великодворська, присілок    | 0                      | 0                      |
| Вершининська, присілок      | 18                     | 11                     |
| Гавшино, присілок           | 2                      | 0                      |
| Горка, присілок             | 9                      | 8                      |
| Данилов Починок, присілок   | 220                    | 98                     |
| Дягілево, присілок          | 4                      | 3                      |
| Жаровський Погост, присілок | 0                      | 0                      |
| Зиков Конець, присілок      | 5                      | 5                      |
| Кожинська, присілок         | 10                     | 4                      |
| Кондратьєвська, присілок    | 12                     | 6                      |
| Концевська, присілок        | 3                      | 0                      |
| Мартиновська, присілок      | 5                      | 0                      |
| Мелехов Починок, присілок   | 0                      | 0                      |
| Мелешово, присілок          | 12                     | 3                      |
| Мосеєво, присілок           | 288                    | 281                    |
| Нікітин Починок, присілок   | 18                     | 9                      |
| Пелевіха, присілок          | 61                     | 28                     |
| Петріщева Гора, присілок    | 21                     | 24                     |
| Середська, присілок         | 141                    | 96                     |
| Сніжурово, присілок         | 10                     | 4                      |
| Уваровська, присілок        | 3                      | 0                      |
| Філінська, присілок         | 11                     | 12                     |
| Філяково, присілок          | 2                      | 0                      |
| Фоминська, присілок         | 24                     | 16                     |
| Холкин Конець, присілок     | 11                     | 0                      |
| Часовне, присілок           | 6                      | 13                     |